# Bartholomaeus Texier
Bartholomaeus Texier (geboren in Draguignan; gestorben am 19. August 1449 in Lyon) war von 1426 bis zu seinem Tod der Generalmagister des Predigerordens.

Bartholomaeus Texier trat an seinem Heimatort in den Dominikanerorden ein. Er lehrte in Montpellier und später in Aix-en-Provence Theologie. Von 1418 bis 1422 war er Provinzial der Ordensprovinz Provence. Auf dem Generalkapitel in Bologna 1426 wurde er zum Generalmagister gewählt. In den Folgejahren setzte er sich für Regelobservanz und die Reform von Dominikanerkonventen ein. Im Reich unterstützte er dabei Johannes Nider und Peter von Gengenbach. 1433 ließ er sich in das Basler Konzil inkorporieren und blieb mindestens bis 1435 in Basel.

## Schriften
Ein Schriftenverzeichnis findet sich bei Thomas Kaeppeli: Scriptores Ordinis Praedicatorum Medii Aevi. 1. A – F. Rom 1970, S. 169–171 und 4. T – Z. Rom 1993, S. 45.